# De Vlijt (Wapenveld)
De Vlijt is een korenmolen die aan de Grote Weg in Wapenveld (gemeente Heerde) staat.
De molen is in 1879 gebouwd en werd in 1984, na een brand in 1980, geheel herbouwd.
Het is een achtkantige grenen, met riet gedekte molen, een zogenaamde grondzeiler.
Op de gevelsteen staat: 
„HET VUUR VAN TACHTIG DEED MIJ SNEVEN. MAAR
GULLE GAVEN MIJ HERLEVEN”
DE EERSTE STEEN GELEGD
A. D. 12 MEI 1984
DOOR MOLENAAR W. J. VRIEZE
De molen heeft een koppel, 16der (140 cm doorsnede) kunststenen en een elektrisch aangedreven koppel met 90 cm grote stenen.
De molen is op professionele basis in gebruik voor het malen van graan. Eigenaar van de molen is thans de Stichting Molenbezit Gemeente Heerde.
De landschappelijke waarde van de molen is groot maar wordt enigszins beperkt door vrij hoge beplantingen in de nabijgelegen omgeving.
Eigenaar Willem Vrieze schonk in het najaar van 2007 de molenaarswoning aan de stichting Molenbezit Heerde. Anno 2008 zet het comité molen de Vlijt zich in voor het behouden van de molenaarswoning. Dit volgens eigen zeggen als eerbetoon aan de familie Vrieze die de molenaarswoning 120 jaar in bezit had. In 2012 is de molenaarswoning opgeknapt en wordt er een nieuwe hooischuur gebouwd waar een molenaarsvertrek in komt.
De bijbehorende molenaarswoning, schuur en hooiberg zijn gemeentelijke monumenten.
Het gevlucht is 23,50 meter groot en is Oudhollands opgehekt. De stalen roeden zijn in 1984 gemaakt door de firma Buurma. De binnenroede heeft nummer 136 en de buitenroede 135.
De 6,10 m lange, gietijzeren bovenas is in 1983 gegoten door de Nijmeegse IJzergieterij en heeft het nummer 3.
Het kruiwerk is een neutenkruiwerk, dat bediend wordt met een kruiwiel. De kruikabel loopt over een katrol voor het makkelijker maken van het kruien.
De vang is een Vlaamse vang. die bediend wordt met een wipstok.
Het luiwerk is een sleepluiwerk.
Naast de deur hangt een gevelteken met de symbolen: vredesduif, dobberend schip, gevouwen handen, drie ringen, silhouet van brandende De Vlijt, zesster en ruit.

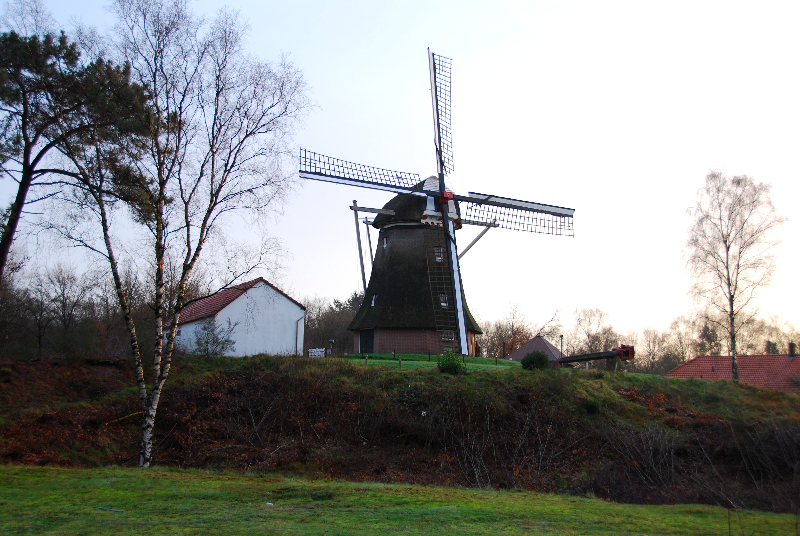
September 2007
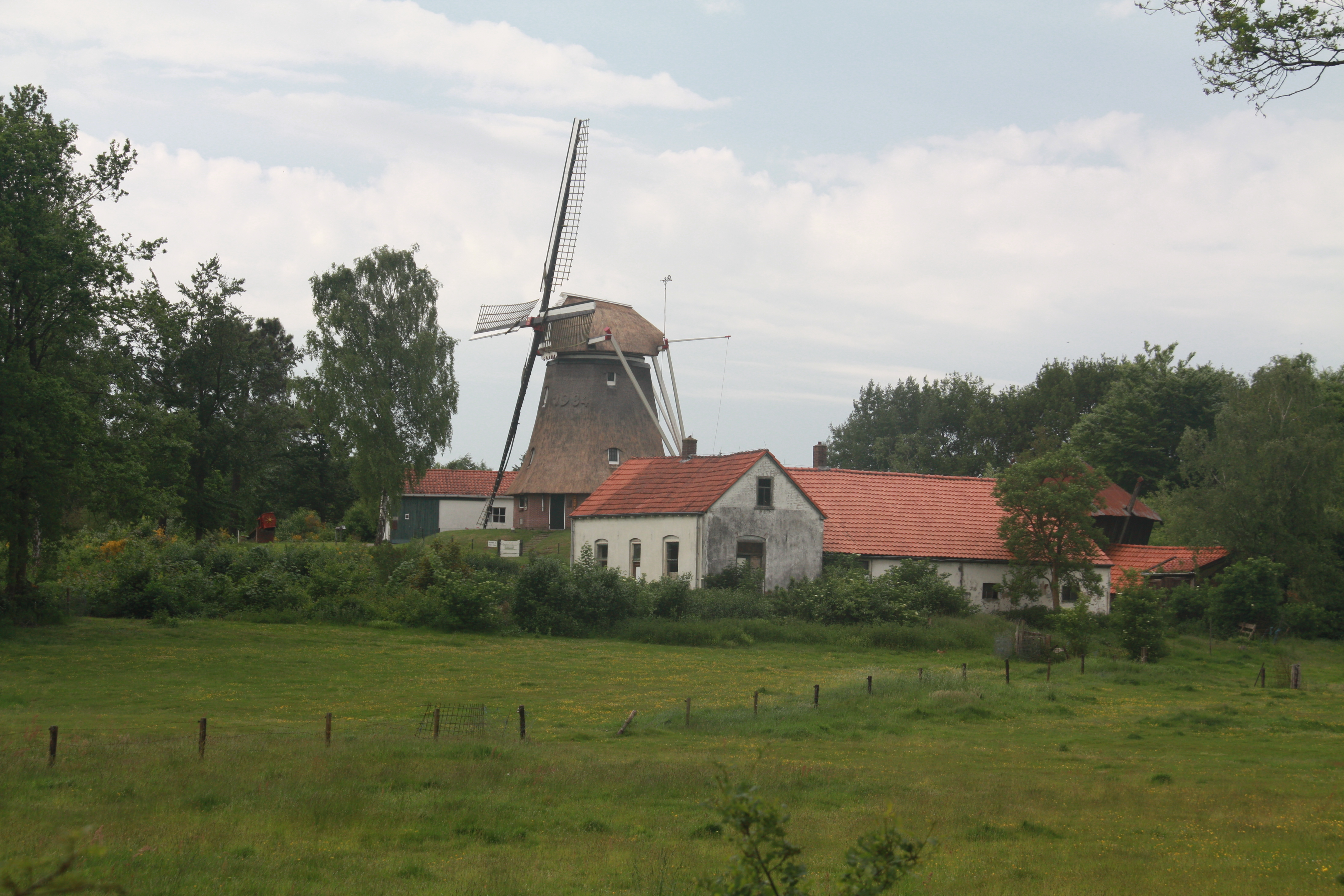
Mei 2009
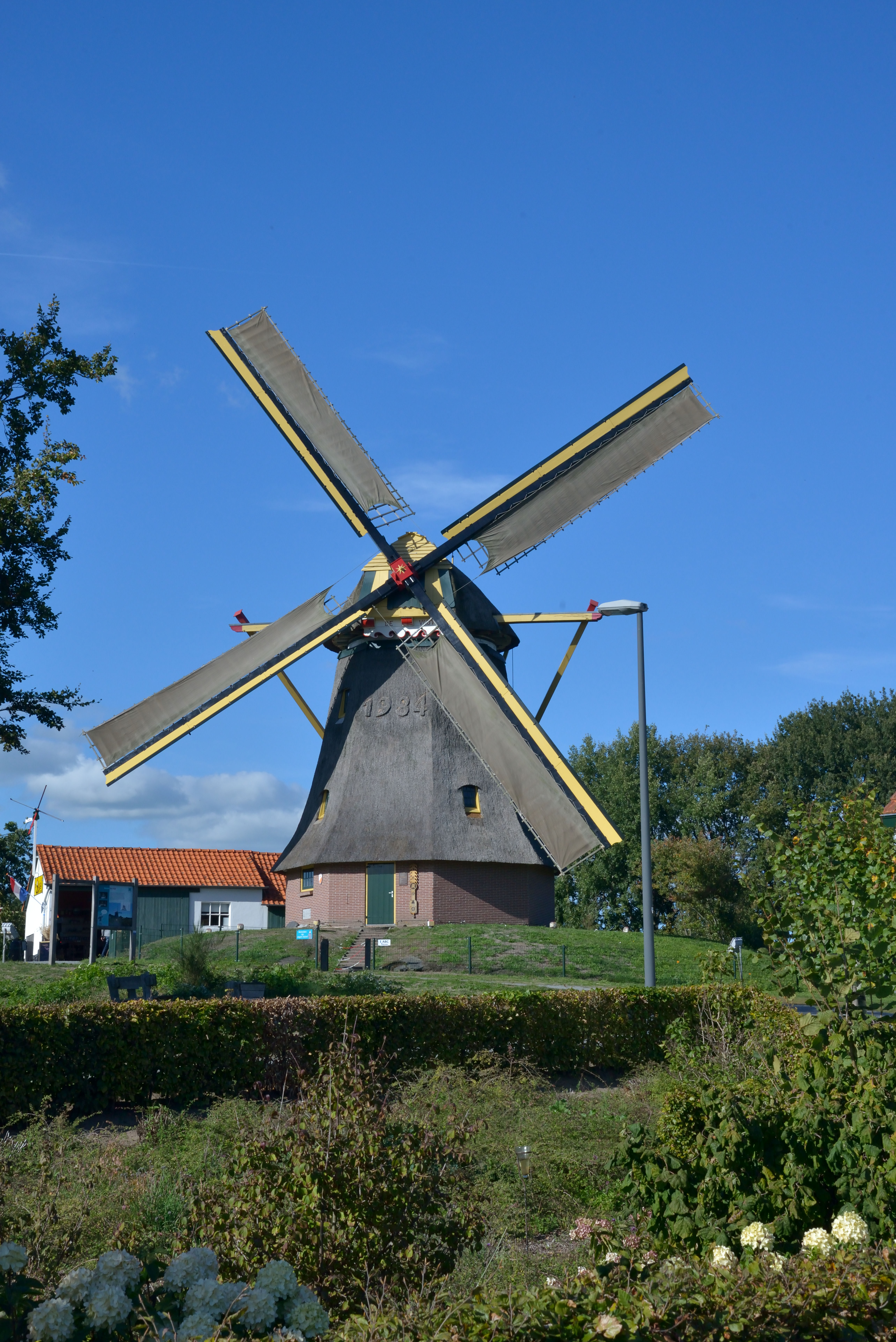
September 2018
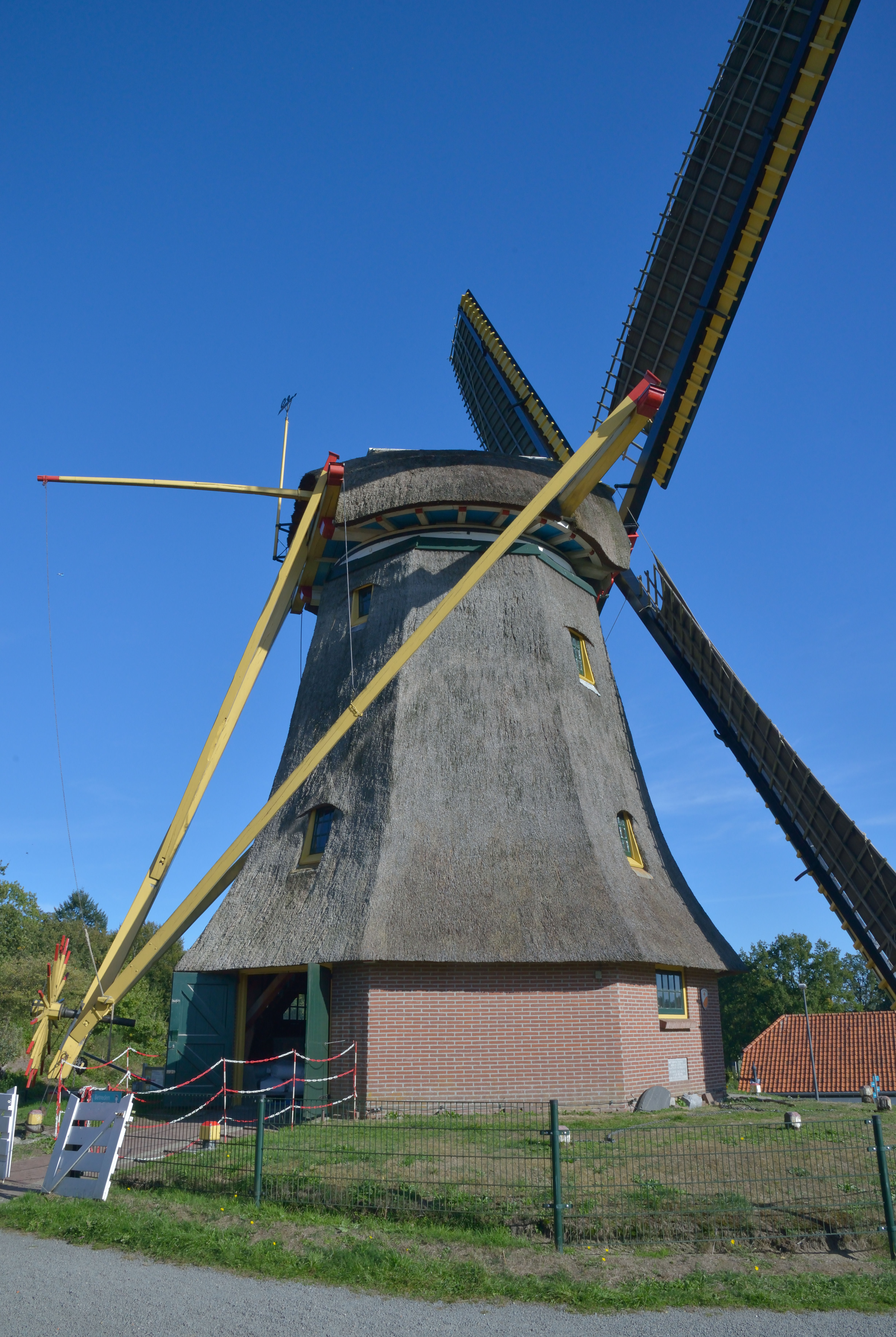
September 2018
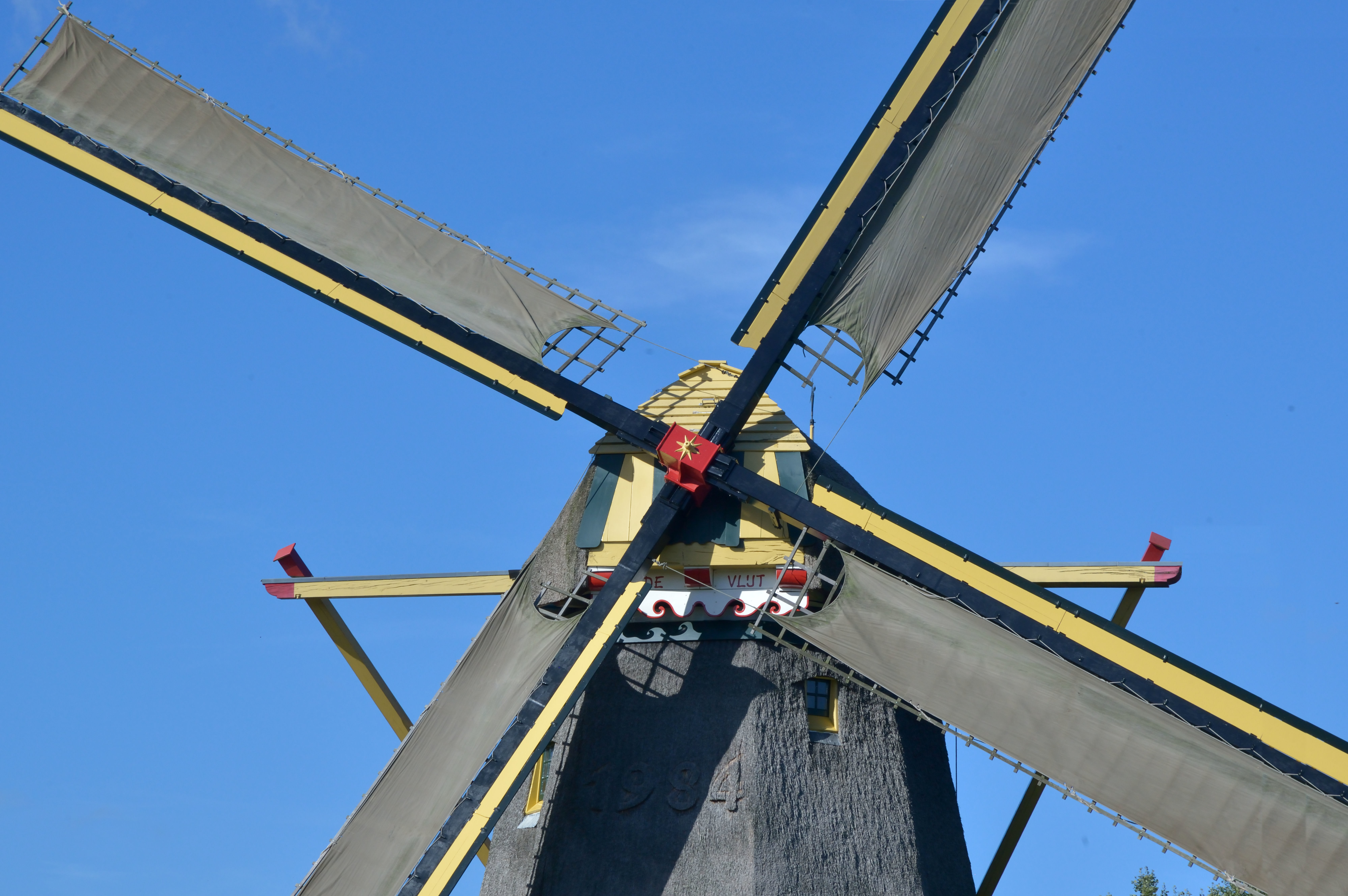
Baard
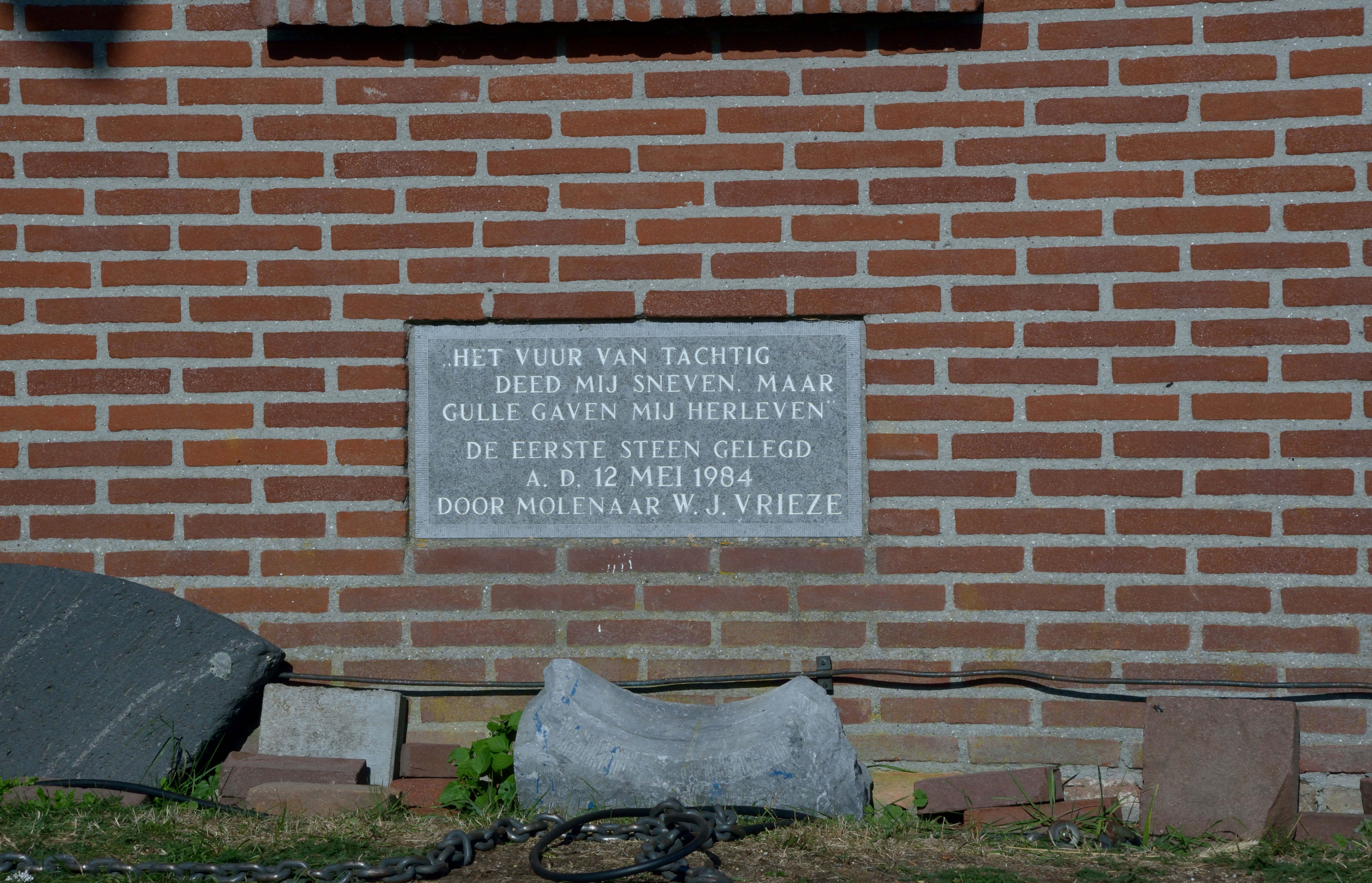
Gevelsteen
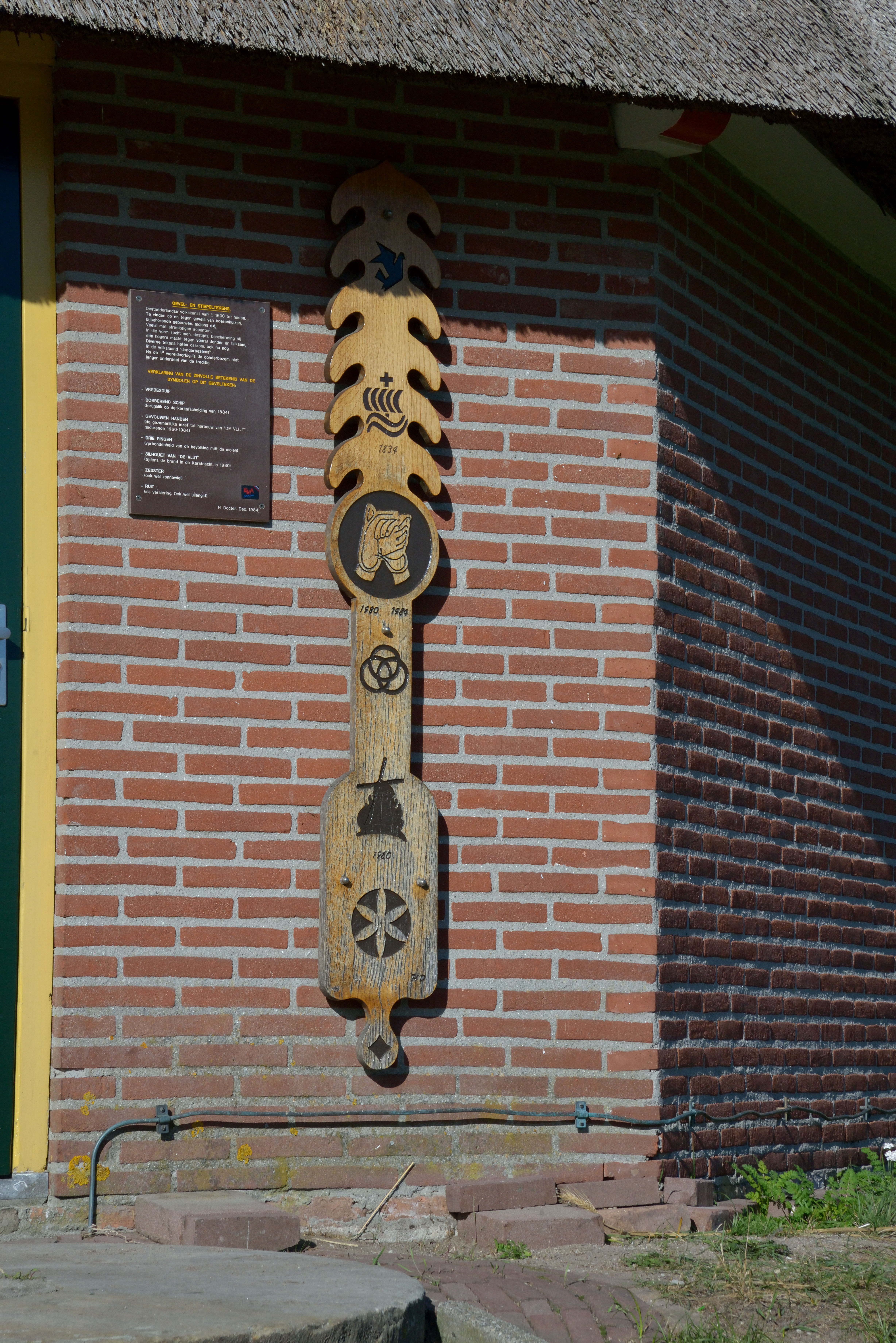
Gevelteken
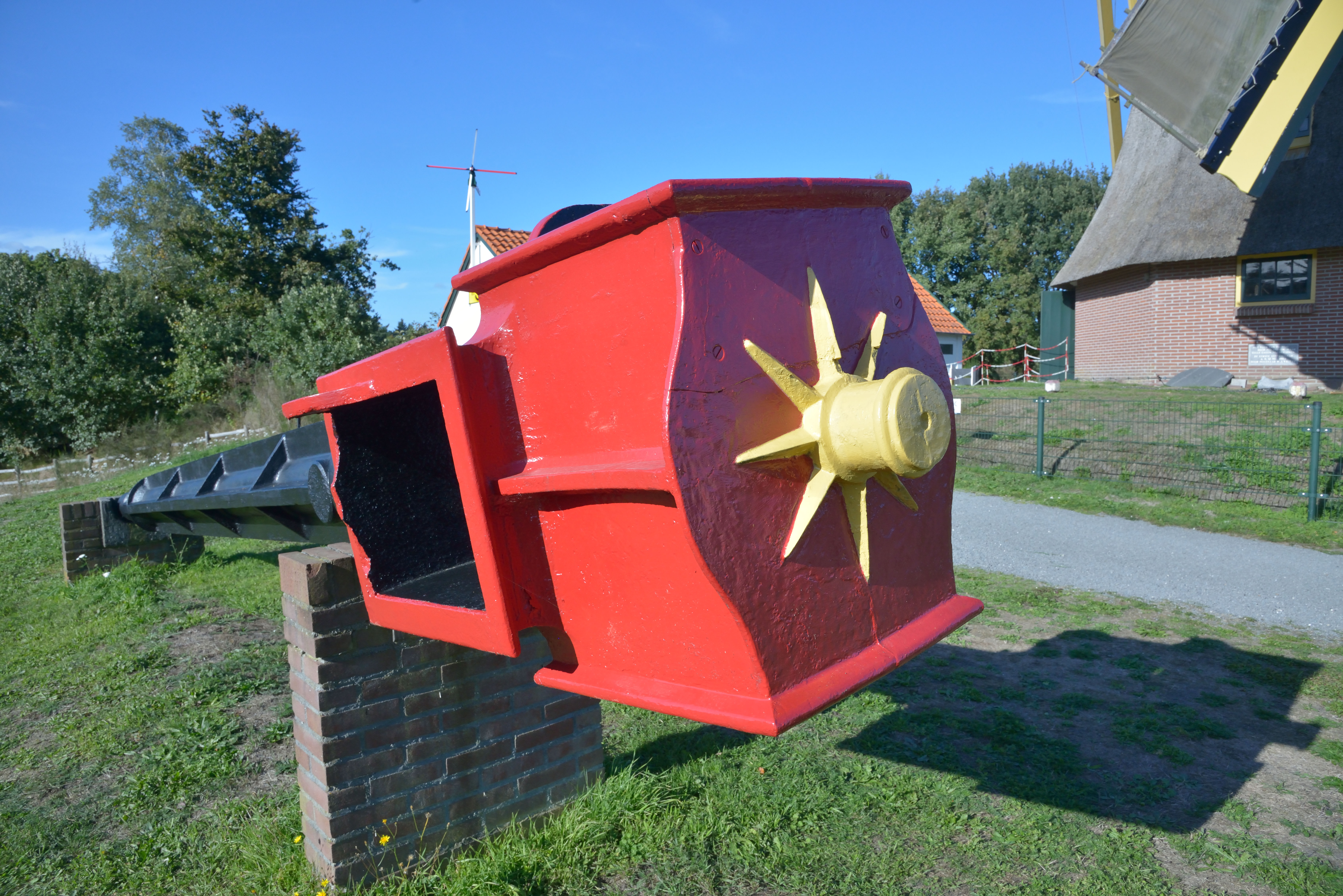
Bij de brand beschadigde bovenas
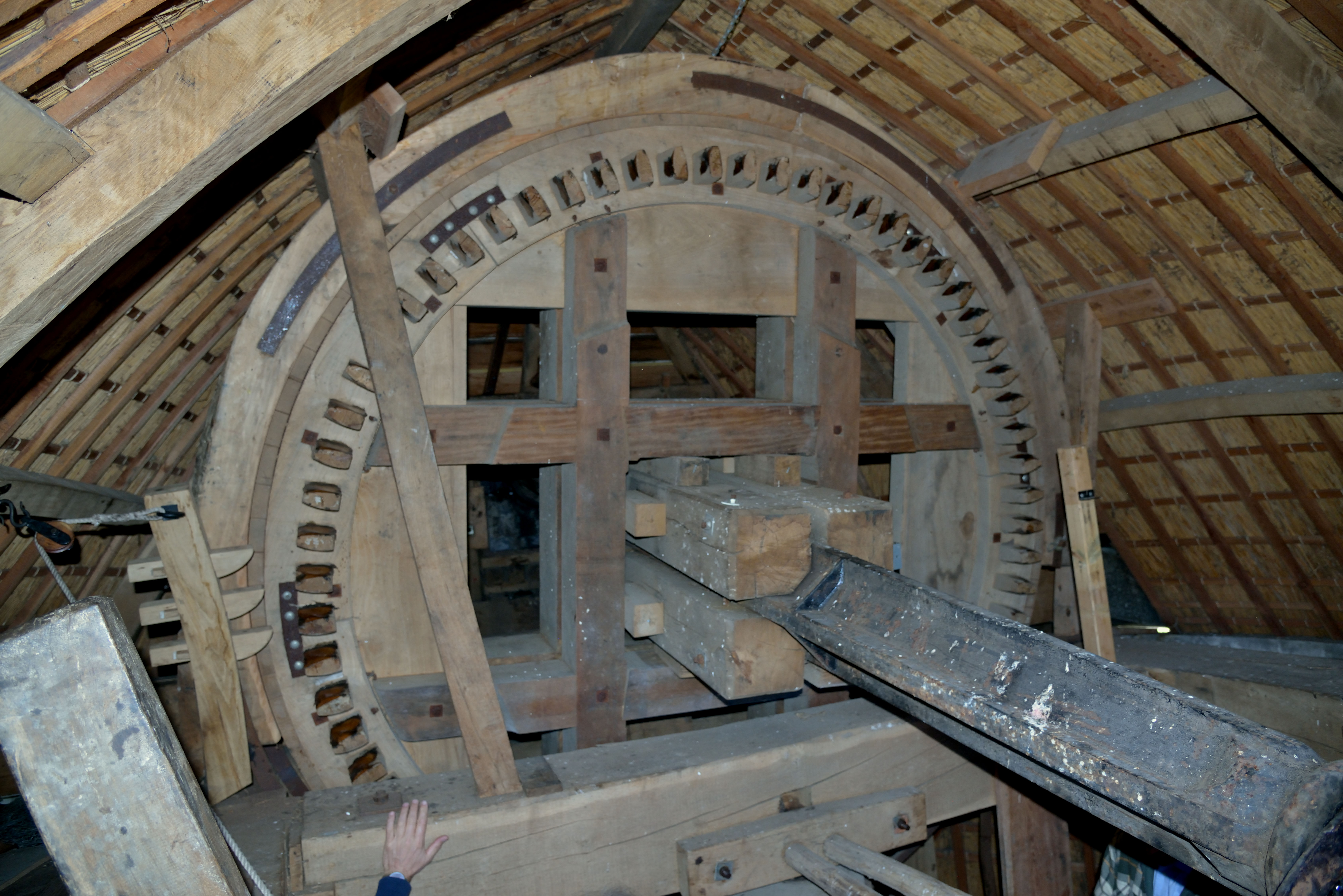
Bovenwiel
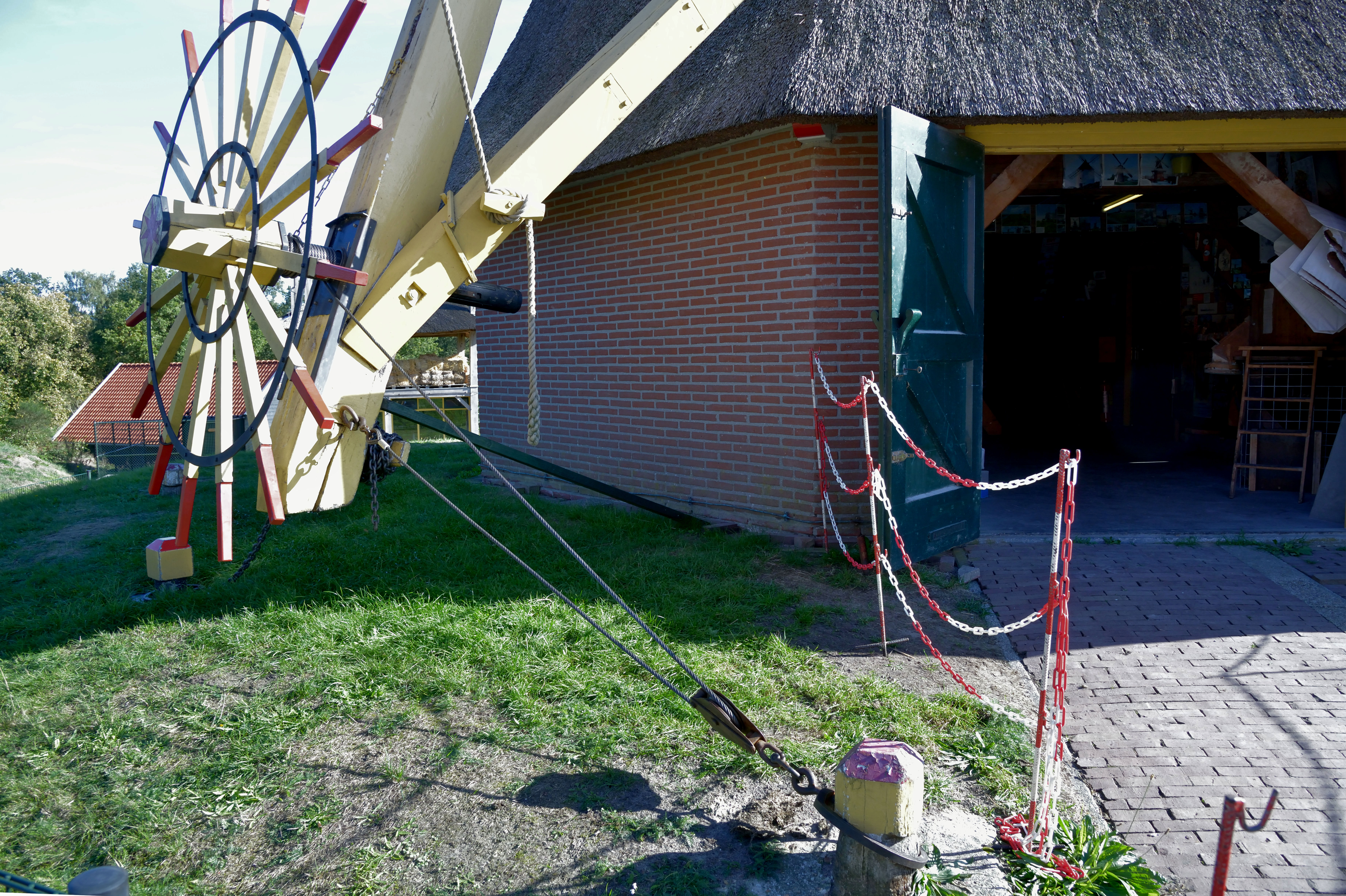
Kruiwiel
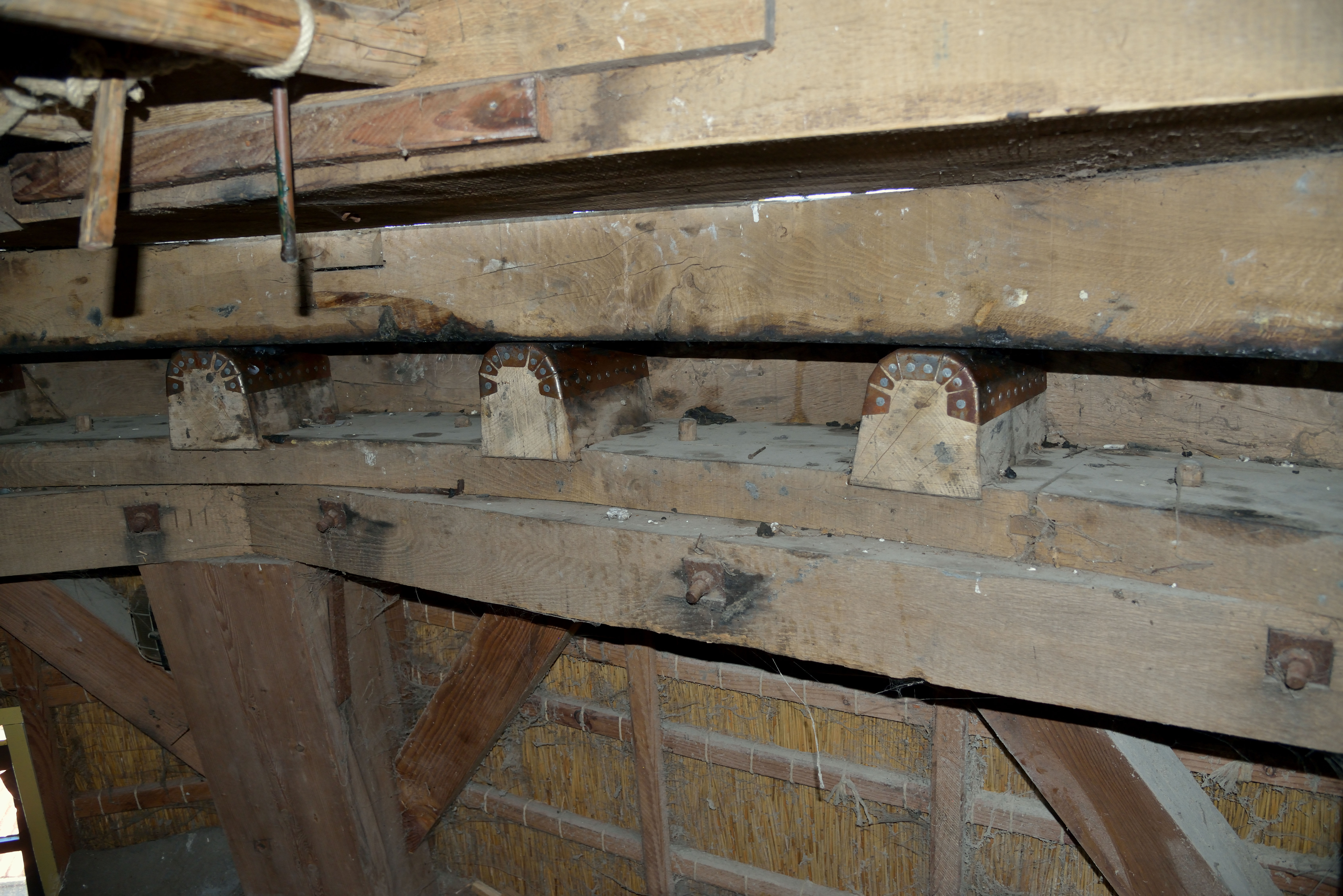
Kruineuten
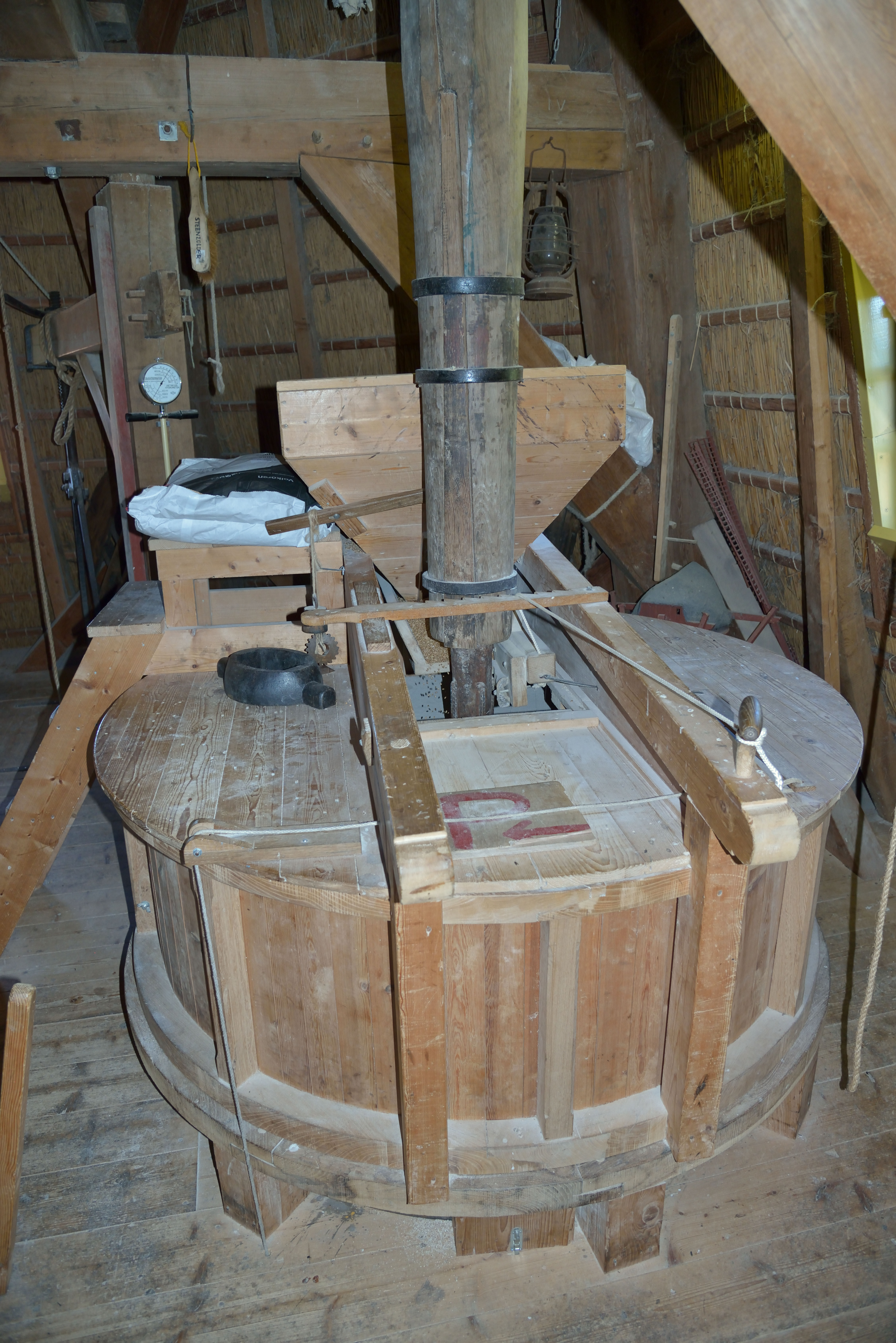
Maalkoppel

## Overbrengingen
- De overbrengingsverhouding is 1 : 6,69.
- Het bovenwiel heeft 67 kammen en de bonkelaar heeft 31 kammen. De koningsspil draait hierdoor 2,16 keer sneller dan de bovenas. De steek, de afstand tussen de kammen, is 12,0 cm.
- Het spoorwiel heeft 99 kammen en het steenrondsel 32 staven. Het steenrondsel draait hierdoor 3,09 keer sneller dan de koningsspil en 6,69 keer sneller dan de bovenas. De steek is 10 cm.